# Boek.Bv
Boek.Bv is het 116de stripverhaal van De Kiekeboes. De reeks wordt getekend door striptekenaar Merho. Het album verscheen in februari 2008.

## Verhaal
Marcel Kiekeboe koestert literaire ambities en stuurt zijn zelf geschreven boeken naar Herman Frodiet, de befaamde uitgever. Die wil zijn boek echter alleen maar uitgeven als Kiekeboe een nationale bekendheid wordt. Dankzij Jens, de ex van Fanny, kan hij deelnemen aan De hel van Azdakan, een survivalprogramma voor televisie.
Wanneer de opnameploeg gevangen wordt genomen door een bende terroristen, moeten ze wel erg letterlijk proberen te overleven...

## Achtergronden bij het verhaal
- "Boek.Bv" is een woordspeling op de afkortingen "boek.be" en "bv" die zowel voor besloten vennootschap als Bekende Vlaming kan staan. Merho werd voor het verhaal geïnspireerd door het feit dat zoveel Bekende Vlamingen op de Boekenbeurs Antwerpen een boek bleken geschreven te hebben dat zoveel beter verkocht dan echte romanschrijvers.
- Herman Frodiet is een woordspeling op "hermafrodiet".
- Azdakan is een woordspeling op "as da kan" (Antwerps voor: "als dat kan")